# 쑨궈창
쑨궈창(손국강, 중국어 간체자: 孙国强;, 정체자: 孫國強, 병음: Sūn Guóqiáng, 1974년 5월 30일 ~ )은 중국 출신의 야구선수이다. 우완 사이드암 투수로, 중국의 야구팀 장쑤 호프스타스에 소속되어 있다. 또한 그는 2009년 월드 베이스볼 클래식의 중국 국가대표선수로 활약하기도 했는데, 대한민국과의 경기에 선발로 나와 3과 3분의 2이닝을 던지고 3실점을 하여 패전투수가 되기도 하였다.